# Kľušovská Zábava
Kľušovská Zábava je osada obce Kľušov na Slovensku v okrese Bardejov. Leží cca 6 km jižně od okresního města, poblíž Bardejovské Zábavy. V roce 1991 měla 180 obyvatel. Nachází se zde římskokatolický kostel Nanebevzetí Panny Marie z roku 1924.